# Louise Lafendel
Louise Lafendel (Caen, 12 mei 1872 - Genève, 14 maart 1971) was een Zwitserse pedagoge.

## Biografie

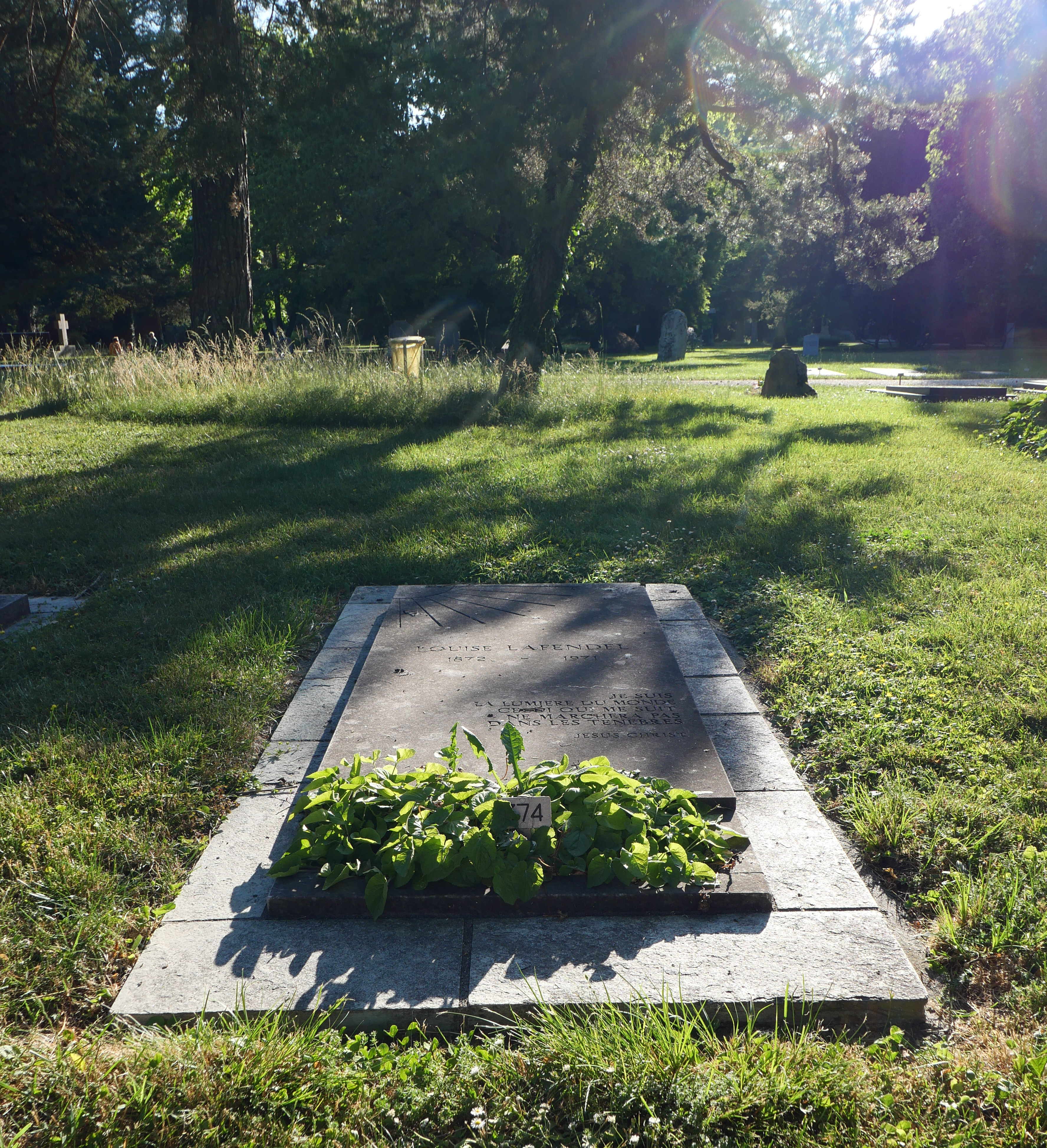
Het graf in 2022.

Louise Lafendel was een dochter van Marc Louis Lafendel en van Aimée Virginie Victorine Marie. Ze was lerares en werkte rond 1896 in de kleuterschool van Malagnou in de Geneefse wijk Eaux-Vives, dat ook een opleidingscentrum was voor opvoeders voor jonge kinderen die was gestoeld op de leer van de Duitse pedagoog Friedrich Fröbel. Neuroloog Édouard Claparède deed in 1913 een beroep op haar en op Mina Audemars om het Maison des Petits van het Jean-Jacques Rousseau-instituut van Genève op te richten en te leiden tot 1915. 
Lafendel overleed in maart 1971 op 98-jarige leeftijd, enkele dagen na haar collega Audemars. Ze werd begraven op het Cimetière des Rois, beschouwd als het Pantheon van Genève, in een graf naast haar oude collega en goede vriendin Audemar.

## Werken
- (fr)  Dessin pour les petits, 1913 (samen met Mina Audemars).
- (fr)  La Maison des Petits, 1923  (samen met Mina Audemars).